# Pseudomicrodes
Pseudomicrodes là một chi bướm đêm thuộc họ Noctuidae.